# Crotalus cerberus
Crotalus cerberus es una serpiente venenosa de la subfamilia Crotalinos que se encuentra en el suroeste de Estados Unidos. Se conoce como serpiente de cascabel negra de Arizona, serpiente de cascabel negra y otros nombres comunes.

## Descripción
Según Wright y Wright (1957), los adultos alcanzan una longitud promedio de 78-109 cm (30,7-42,9 plg). Klauber (1997) indica una longitud máxima ligeramente inferior, de 1,032 mm (0 plg), siendo la hembra grávida más pequeña de 701 mm (27,6 plg). Hubbs y O'Connor (2012) indican un rango de tamaño adulto de 812-1219 mm (32,0-48,0 plg).
El patrón de coloración consiste en un fondo negro, marrón negruzco, marrón rojizo o gris oscuro, sobre el que se encuentra un patrón dorsal de manchas rectangulares en la parte anterior, que se vuelven subhexagonales posteriormente y se convierten en bandas transversales antes de la cola. Algunos ejemplares pueden ser completamente oscuros sin patrón dorsal evidente, o tener manchas dorsales más oscuras bordeadas por hileras transversales de escamas blancas, crema o amarillas. En los ejemplares más claros es evidente una franja postocular, no así en los más oscuros.

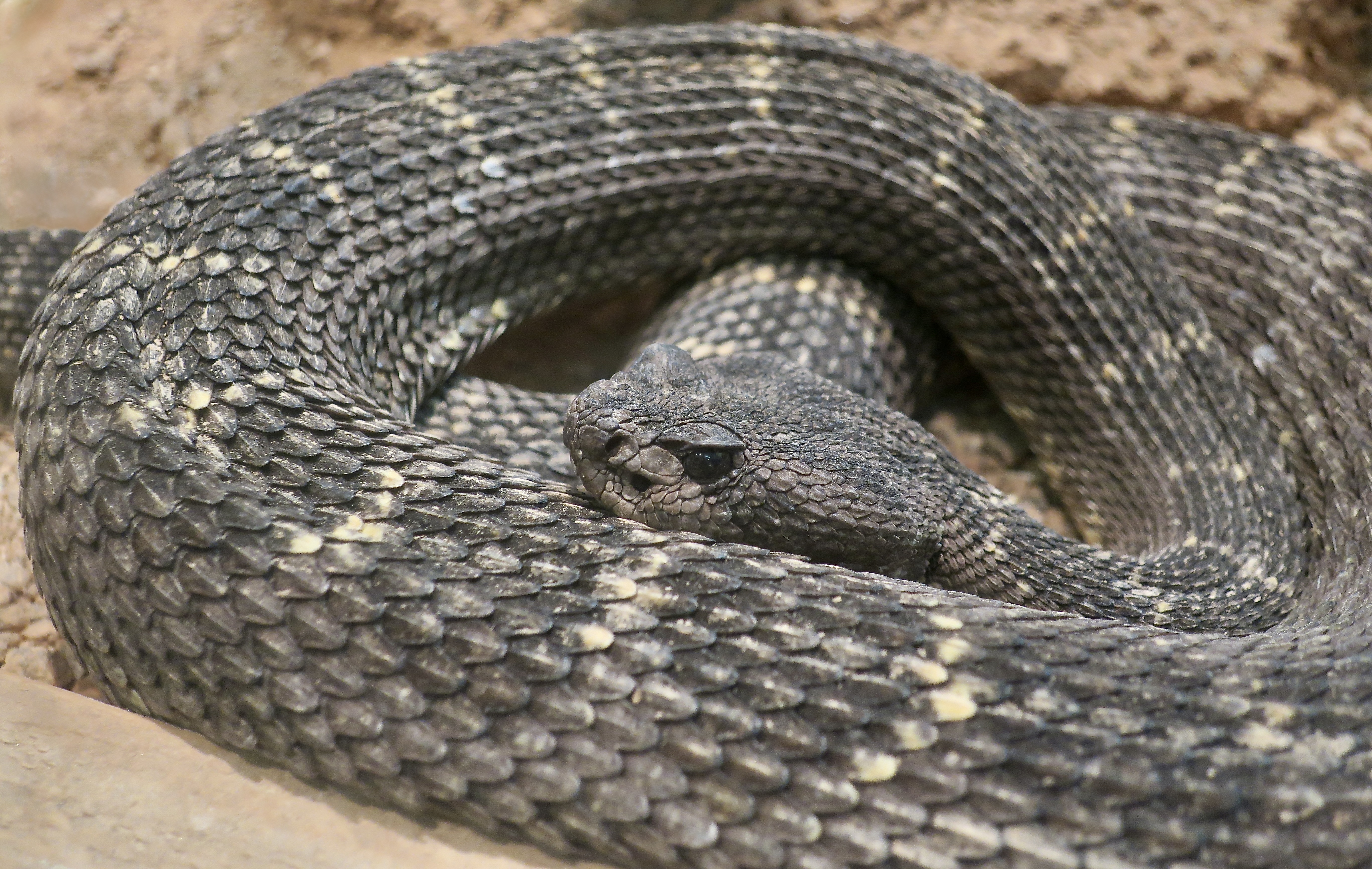
Una serpiente de cascabel negra de Arizona en el Zoológico de Phoenix.

## Cambio de color
Crotalus cerberus experimenta cambios morfológicos de color (cambio gradual debido a cambios en la cantidad o calidad de los cromatóforos); los adultos tienen menos patrón que los juveniles (también conocido como cambio ontogenético de color). Algunos adultos pueden cambiar de color rápidamente (cambio fisiológico de color: cambio rápido debido al movimiento de orgánulos dentro de los cromatóforos), una habilidad que comparten no solo con los camaleones y otros lagartos, sino también con otras serpientes como algunas especies del género Tropidophis. El mecanismo probablemente sea el mismo que el documentado en la serpiente de cascabel de las praderas (movimiento de melanina dentro de los melanóforos dérmicos), pero se necesita más investigación para determinar los estímulos de este fenómeno.

## Nombres comunes
Serpiente de cascabel negra de Arizona, serpiente de cascabel negra, serpiente de cascabel de diamante negra, serpiente de cascabel marrón, serpiente de cascabel de Cerbero, serpiente de diamante de montaña. A menudo se la confunde erróneamente con la serpiente de cascabel de los bosques.

## Distribución geográfica
Se encuentra en Estados Unidos, en Arizona desde las Montañas Hualapai y los Acantilados Cottonwood al noroeste del estado, hacia el sureste en las montañas Santa Catalina, Rincon, Pinaleno y montañas Blue. También se ha encontrado en Steeple Rock, en el extremo occidental de Nuevo México. La localidad tipo indicada es «Montañas San Francisco» (condado de Coconino, EE. UU.).

## Dieta
Se alimenta de anfibios, reptiles, aves y sus huevos, así como de mamíferos de tamaño adecuado.

## Reproducción
Las hembras sexualmente maduras dan a luz crías vivas en camadas de entre 4 y 21 neonatos. Es la primera especie de serpiente observada con comportamiento social complejo, y, como todos los crótalos de zonas templadas, cuidan de sus crías. Las hembras permanecen con sus crías en el nido entre 7 y 14 días, y se ha observado a madres cooperando en el cuidado de sus camadas.